# مايكروسوفت باور أتوميت
مايكروسوفت باور أتوميت (بالإنجليزية: Microsoft Power Automate)‏ ، المعروف سابقًا باسم Microsoft Flow حتى نوفمبر 2019 ،  هو نظام أساسي iPaaS من Microsoft لأتمتة المهام المتكررة. إنه جزء من مجموعة منتجات Microsoft Power Platform جنبًا إلى جنب مع منتجات مثل Power Apps و Power BI . 

## تاريخ
في أكتوبر 2016 ، تم إصدار مايكروسوفت فلو رسميًا.
في السابق ، كان من الممكن إنشاء مهام سير العمل في بيئات SharePoint باستخدام سير عمل SharePoint Designer أو العديد من منتجات الجهات الخارجية. لفترة طويلة ، كان سير عمل SharePoint Designer لا يزال قيد التشغيل على محرك 2010 ، نظرًا لأن محرك سير العمل 2013 كان أقل قوة. في وقت لاحق، تم تعيين Microsoft Flow ليحل محل سير عمل SharePoint Designer كأداة Microsoft القياسية لأتمتة سير العمل.
في عام 2019 في 4 نوفمبر ، أعلنت مايكروسوفت عن إعادة التسمية من مايكروسوفت فلو إلى مايكروسوفت باور أتوميت في الوقت نفسه ، تم الإعلان عن عدد من الوظائف الجديدة ، بما في ذلك قدرات أتمتة العمليات الآلية .

## أنظر أيضا
- IFTTT
- زابير
- مايكروسوفت باور اف اكس